# Sculpture sociale
Une sculpture sociale est une expression utilisée pour décrire un concept élargi de l'art et qui a été promue par l'artiste conceptuel et homme politique Joseph Beuys. Beuys a créé ce terme pour communiquer sa vision du potentiel de l'art à transformer la société. Comme une œuvre d'art, une sculpture sociale inclut l'activité humaine qui cherche à structurer et transformer la société ou l'environnement. Le sculpteur social est un artiste qui crée des structures dans la société en s'aidant de la langue, des pensées, des actions et des objets.

## Le concept de "sculpture sociale"

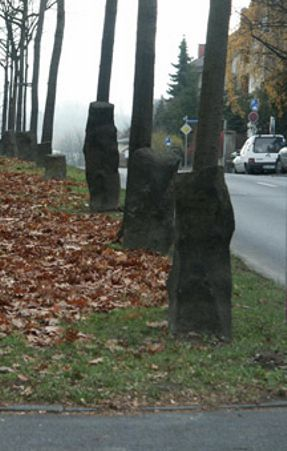
Quelques-uns des7000 chênes plantés par Joseph Beuys de 1982 à 1987 pour l'exposition Documenta 7 (7000 Oaks, 1982).

Dans les années soixante, Beuys formula ses théories concernant les fonctions et potentiels politiques, sociaux et culturels de l'art. Héritant des écrivains romantiques comme Novalis et Schiller, Beuys était motivé par une croyance utopique dans le pouvoir de la créativité universelle de l'être humain et croyait au potentiel de l'art à apporter des changements révolutionnaires.
Ses idées trouvent leur origine dans l'anthroposophie et l'œuvre de Rudolf Steiner, dont il était un fervent partisan. Beuys forgea d'après ces idées le concept de "sculpture sociale", selon lequel la société dans son ensemble doit être considérée comme une grande œuvre d'art (le Gesamtkunstwerk Wagnérien) à laquelle chacun peut contribuer de manière créative. Idée résumée dans la phrase, probablement la plus célèbre de Beuys et empruntée à Novalis : "Chaque personne [est] un artiste".
Dans la vidéo "Joseph Beuys' public dialogue" de Joseph Beuys et William Sharp (1974, 120 minutes), présentant un enregistrement du premier grand débat public de l'artiste aux États-Unis, Beuys élabore trois principes : la liberté, la démocratie et le socialisme, en déclarant que chacun d'eux dépend des deux autres pour avoir un sens.
En 1973, Beuys écrivit :
"À la seule condition d'un élargissement radical des définitions sera-t-il possible pour l'art et les activités liées à l'art [de] fournir la preuve que l'art est aujourd'hui le seul pouvoir évolutif révolutionnaire. Seul l'art est capable de démanteler les effets répressifs d'un système social sénile qui continue de chanceler au bord de la falaise : démanteler pour construire "UN ORGANISME SOCIAL COMME UNE ŒUVRE D'ART"... CHAQUE ÊTRE HUMAIN EST UN ARTISTE qui – de son état de liberté – la situation de liberté dont il fait directement l'expérience – apprend à déterminer les autres situations de L'OEUVRE D'ART TOTALE DU FUTUR ORDRE SOCIAL."
En 1982, Beuys fut invité à créer une œuvre pour la documenta 7. Il délivra un gros tas de pierres de basalte. Du dessus, on pouvait voir que le tas de pierres formait une grande flèche pointant vers un chêne qu'il avait planté. Il déclara que les pierres ne pouvaient être déplacées qu'à la condition de planter d'autres chênes à leur place. Sept mille chênes furent plantés à Cassel, en Allemagne. Ce projet illustra l'idée qu'une sculpture sociale est définie comme interdisciplinaire et participative.
En 1991, le projet "The Thing" tira son inspiration du concept de sculpture sociale.
En 2007, lors de la Documenta 12, Kirill Preobrazhenskiy créa "Tram 4 Inner Voice Radio". Son travail fut comparé par la critique à l'œuvre "7000 Oaks" de Beuys.

## Organisation pour la démocratie directe par référendum
L'organisation pour la démocratie directe par référendum ("Organization for direct democracy through plebiscite"), fut fondée par Joseph Beuys, Johannes Stüttgen et Karl Fastabend le 19 juin 1971 à Düsseldorf, sous forme d'organisation politique. L'objectif était d'influencer les modèles sociaux en utilisant les concepts de Beuys de manière politique. Johannes Stüttgen a également contribué à la diffusion de l'idée de démocratie directe via le projet "Omnibus".

## L'individu
Beuys pensait que tout le monde était artiste : "chaque versant de l'activité humaine, même éplucher une pomme de terre, peut être une œuvre d'art, du moment que c'est un acte conscient". L'idée étant que chaque décision qu'on prend doit être pensée et tentée afin de faire ou de contribuer à une œuvre d'art qui, finalement, est la société. Ce point de vue invite ses adeptes à devenir plus humbles en réalisant qu'ils sont une part importante d'un tout et pas seulement des individus.